# Pedro Nolasco Vergara Albano
Pedro Nolasco Vergara Albano (Talca, Reino de Chile, Imperio español, 1800-Santiago de Chile, 23 de septiembre de 1867) fue un agricultor y político chileno, que ejerció como diputado y gobernador por el departamento de Talca.

## Biografía

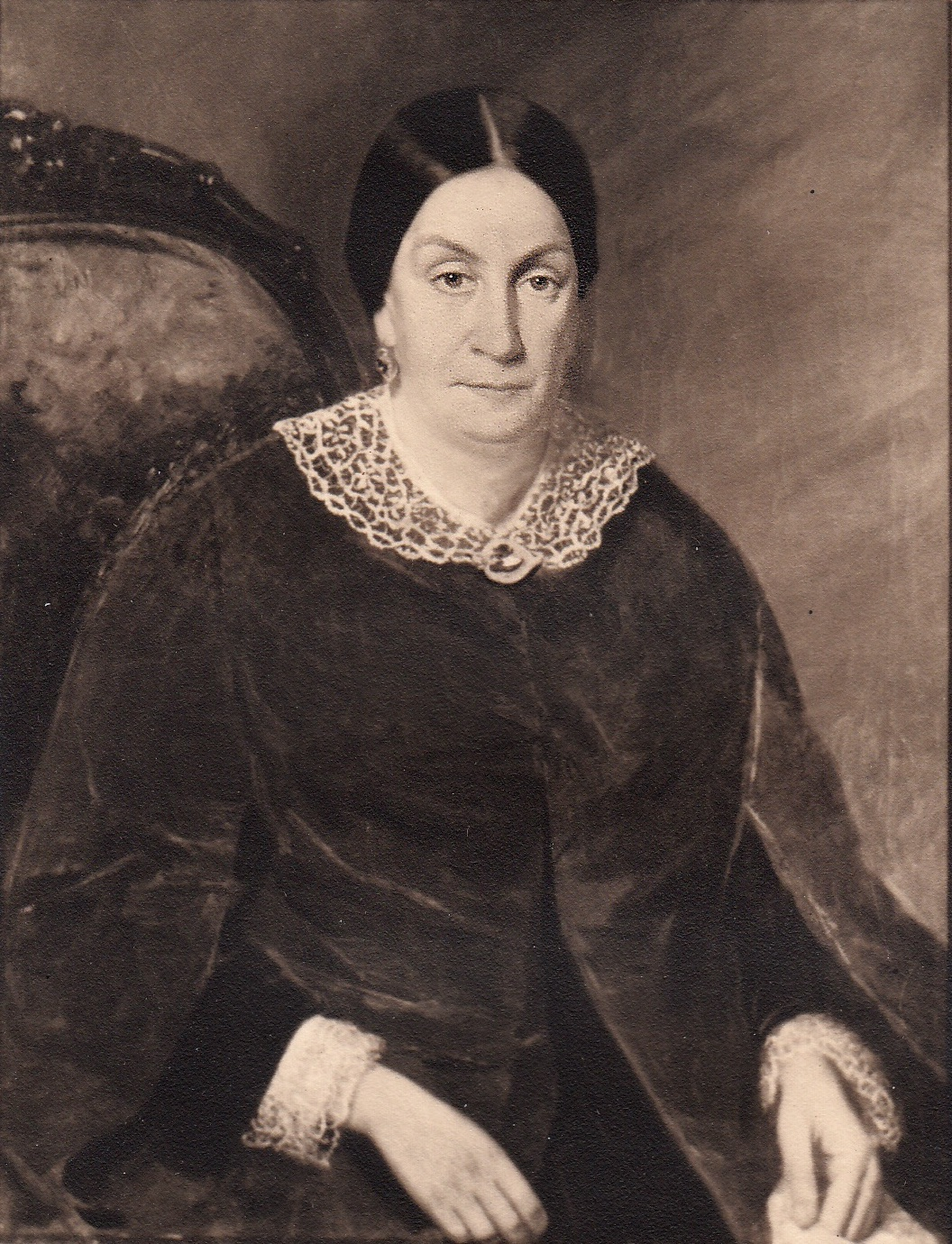
Su esposa Mercedes Lois Vergara

Hijo de José Francisco Vergara Rojas y de María del Rosario Albano de la Cruz. Realizó sus estudios primarios en Talca y segundario en la misma ciudad bajo la tutela de los jesuitas. Sus estudios superiores los hizo en la Universidad de San Felipe llegando a titularse en Leyes en 1822.
Casado con su prima, Mercedes Loys Vergara, con quien tuvo once hijos; fueron Elisa, Natalia, Víctor, María, Agustina, Soledad, Matilde, Rafael, Pedro Nolasco, Sabina y Filomena.

## Vida pública
Fue elegido diputado suplente por la delegación de Colchagua en 1823, siendo reelecto por el departamento de Talca en 1824 y posteriormente en 1827 hasta 1830 por el mismo territorio. Fue elegido diputado suplente en 1833 hasta 1836, siendo nuevamente reelegido por el mismo distrito hasta 1847.
Participó en múltiples comisiones legislativas, retirándose posteriormente a su vida privada hasta 1859, que se trasladó a vivir a Santiago, a su casa en Calle Huérfanos encontrándose ciego, lo cual le imposibilita de ejercer cualquier actividad pública.[cita requerida]
Fue gobernador del departamento de Talca, en la antigua provincia de Colchagua, entre los años 1830 a 1833.
Pedro Nolasco Vergara Albano fue un estanquero y factor de estanco en Talca. Además fue un agricultor, siendo uno de los principales hacendados en la provincia talquina, llegando a tener propiedad sobre los fundos Los Libros, Las Doscientas y Libún, y haciendas precordillerana de grandes extensiones.
En 1859 llegó a vivir a Santiago de Chile, encontrándose ciego al momento de testar el 9 de mayo de 1865. Falleció en su casa el 23 de septiembre de 1867 y fue sepultado en el mausoleo de Juan Garín Cereceda, marido de su hija Soledad.[cita requerida]